# Filmklipning
Filmklipning er bearbejdning og sammensætningen af en mængde film- og lydklip til et færdigt produkt. Klipning er et led i post-produktionsprocessen af en film. Det involverer at opdele et materiale, forstå hvad materialet udtrykker og sætte billeder sammen til længere sekvenser, som tilsammen resulterer i filmkunst.
Klipning er en central del af audiovisuel historiefortælling. Det er først i klipningen, at filmkunst adskiller sig fra andre kunstformer (som fotografi, teater og dans) og bliver til, det vi kender som film. Klipning finder man i spillefilm, dokumentarfilm, reklamefilm, fjernsynsprogrammer og videoproduktioner.